# Nikołaj Cycyn
Nikołaj Wasiljewicz Cycyn (ros. Николай Васильевич Цицин, ur. 6 grudnia?/18 grudnia 1898 w Saratowie, zm. 17 lipca 1980 w Moskwie) – radziecki botanik i selekcjoner roślin, dwukrotny Bohater Pracy Socjalistycznej (1968 i 1978).

## Życiorys
Pracował w fabryce w Saratowie, podczas wojny domowej był komisarzem wojskowym, uczestniczył w obronie Carycyna i walkach na Froncie Południowym, po wojnie skończył fakultet robotniczy, 1923–1927 studiował w Saratowskim Instytucie Gospodarki Rolnej i Melioracji. W latach 1927–1932 pracował we Wszechzwiązkowym Naukowo-Badawczym Instytucie Gospodarki Zbożowej Południowego Wschodu jako pracownik naukowy oraz agronom na polach stacji doświadczalnej tego instytutu jako agronom, w 1932 został kierownikiem laboratorium omskiej stacji doświadczalnej, 1936–1938 był dyrektorem Syberyjskiego Naukowo-Badawczego Instytutu Gospodarki Zbożowej, w 1936 otrzymał tytuł doktora nauk rolniczych. Od 1938 należał do WKP(b), 1938–1949 i ponownie 1954–1957 był dyrektorem Wszechzwiązkowej Wystawy Rolniczej w Moskwie, 1940–1949 dyrektorem Naukowo-Badawczego Instytutu Gospodarki Zbożowej i 1938–1948 wiceprezydentem Wszechzwiązkowej Akademii Rolniczej im. Lenina. W latach 1945–1980 był dyrektorem zorganizowanego przy jego udziale Głównego Parku Botanicznego Akademii Nauk ZSRR i jednocześnie 1953–1980 przewodniczącym Rady Ogrodów Botanicznych ZSRR. Został pochowany na Cmentarzu Nowodziewiczym.

## Odznaczenia i nagrody
- Złoty Medal „Sierp i Młot” Bohatera Pracy Socjalistycznej (dwukrotnie - 17 grudnia 1968 i 15 grudnia 1978)
- Order Lenina (siedmiokrotnie - 1935, 1945, 1945, 1953, 1968, 1975 i 1978)
- Order Rewolucji Październikowej (1973)
- Order Czerwonego Sztandaru Pracy (1939)
- Nagroda Leninowska (1978)
- Nagroda Państwowa ZSRR (1943)

I medale.